# Лайдон, Джозеф
Джозеф Патрик Лайдон (англ. Joseph Patrick Lydon; 2 февраля 1878, Суинфорд, Ирландия — 19 августа 1937, Сент-Луис, США) — американский боксёр и футболист, призёр летних Олимпийских игр 1904.
Сначала, на Играх 1904 в Сент-Луисе Лайдон принял участие в боксе и принял соревновался в лёгком (до 61,2 кг) и полусреднем (до 65,8 кг) весе. В первом он проиграл в четвертьфинале. Во втором он также проиграл, но из-за небольшого количество участников он занял третье место и выиграл бронзовую медаль.
Затем, Лайдон играл за одну из двух команд США по футболу. Сначала она проиграла Канаде со счётом 7:0, зачем сыграла вничью с нулевым счётом с другой американской сборной, и в ещё одном матче с ней выиграла с результатом 2:0. После этого, команда Лайдона заняла второе место и выиграла серебряные награды.